# Nina von Stauffenberg
Elisabeth Magdalena Schenk Gräfin von Stauffenberg, detta famigliarmente Nina (Kaunas, 27 agosto 1913 – Kirchlauter, 2 aprile 2006), è stata la moglie del colonnello Claus Schenk von Stauffenberg, fautore del fallito attentato alla vita di Adolf Hitler, passato alla storia come il complotto del 20 luglio 1944.
A seguito del fallimento del complotto, fu arrestata e imprigionata. Diede alla luce la figlia più piccola, Konstanze, durante la detenzione.

## Biografia
Nata con il nome di Magdalena Elisabeth Vera Lydia Herta von Lerchenfeld a Kowno, nell'allora Impero russo (oggi Kaunas, in Lituania), era conosciuta con il nomignolo "Nina". Suo padre era il politico e nobile bavarese console Gustav Freiherr von Lerchenfeld (1871-1944), mentre sua madre era Anna Freiin von Stackelberg (1880-1945), una nobildonna tedesca del Baltico.

### Contessa von Stauffenberg
Nina von Lerchenfeld incontrò per la prima volta Claus Schenk von Stauffenberg intorno al 1930. Si sposarono il 26 settembre 1933 nella città di Bamberg, in Baviera, e Nina diventò la contessa (Gräfin) von Stauffenberg. Nonostante le rispettive madri di Nina von Lerchenfeld e di Claus von Stauffenberg fossero entrambe protestanti, i figli della coppia furono cresciuti da cattolici, secondo i desideri del padre del conte von Stauffenberg. Dal loro matrimonio nacquero cinque figli:
- Berthold Maria Schenk Graf von Stauffenberg (nato nel 1934)
- Heimeran Schenk Graf von Stauffenberg (nato il 9 luglio 1936 a Bamberga)
- Franz-Ludwig Schenk Graf von Stauffenberg (nato nel 1938)
- Valerie Ida Huberta Karoline Anna Maria Schenk Gräfin von Stauffenberg (nata il 15 novembre 1940 a Bamberg, morta il 4 giugno 1966 a Monaco di Baviera)
- Konstanze Schenk Gräfin von Stauffenberg (nata nel gennaio del 1945 a Francoforte sull'Oder)

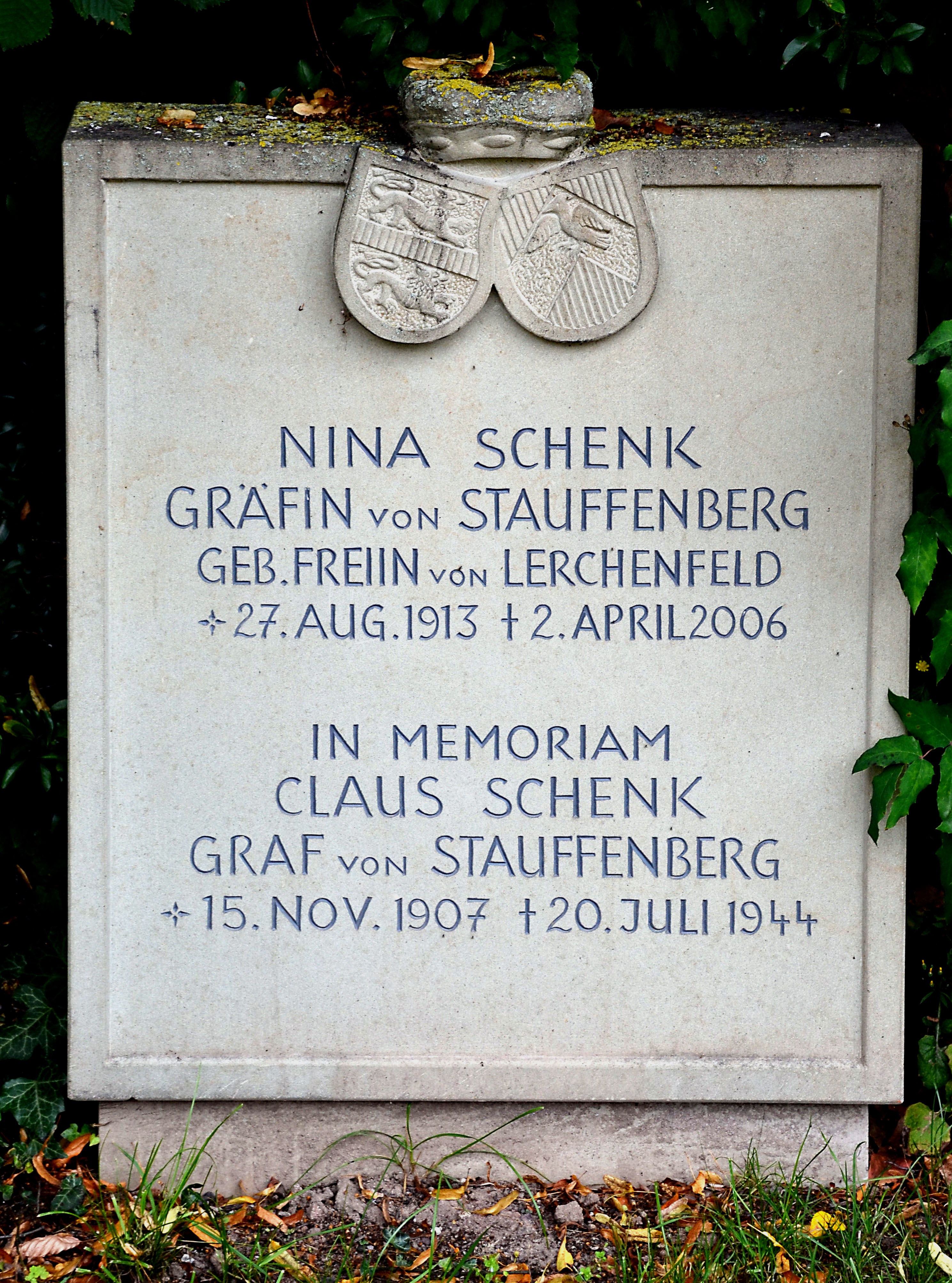
Lapide della contessa von Stauffenberg

Dopo il fallimento del complotto per assassinare Adolf Hitler e l'esecuzione sommaria di suo marito, la contessa von Stauffenberg fu arrestata dalla Gestapo la notte fra il 22 e 23 luglio, e presa in custodia secondo l'antica legge del Sippenhaft, ristabilita dal governo nazista. I suoi quattro figli furono sistemati in un orfanotrofio a Bad Sachsa, in Bassa Sassonia, sotto il cognome "Meister".
Nonostante fosse incinta, fu dapprima imprigionata a Rottweil, poi trasferita nella prigione della Gestapo a Berlino dove fu interrogata per tre settimane. Dopo l'interrogatorio fu inviata nel campo di concentramento di Ravensbrück, dove rimase in isolamento per cinque mesi, fino al momento del parto che avvenne nel gennaio del 1945, quando diede alla luce la sua quinta figlia, Konstanze, in un centro di maternità nazista a Francoforte sull'Oder. Nello stesso anno, sua madre Anna morì in un campo di detenzione sovietico, Danzica-Matzkau.
Negli ultimi mesi della seconda guerra mondiale la contessa fu trasferita in provincia di Bolzano, dove fu trattenuta come ostaggio, in cambio del riscatto di alcune proprietà naziste. Dopo la guerra, riuscì finalmente a ricongiungersi con la sua famiglia nella loro residenza di famiglia a Lautlingen, nel land del Baden-Württemberg, grazie all'aiuto della cognata Melitta von Stauffenberg. Nel 1953 riuscì a ritornare a Bamberg nella sua casa. Nel 1993 fu insignita di una medaglia civica della città, in riconoscimento di tutta l'attività da lei svolta come fondatrice dell'associazione per la protezione del centro storico di Bamberg.

### Morte
La contessa morì il 2 aprile del 2006 a Kirchlauter, vicino a Bamberga, in Baviera, all'età di 92 anni. La salma fu sepolta sei giorni dopo, nel cimitero di Kirchlauter, dove giace tuttora.

## Onorificenze e riconoscimenti
- Croce al merito della Repubblica Federale di Germania (1983)
- Riconoscimento civico della città di Bamberg (1993)
- Medaglia della Baviera per merito sociale (2000)[3]
- Membro onorario della "Associazione per la protezione del centro storico di Bamberg" (2003)[4]

## Nel cinema
La contessa von Stauffenberg è stata impersonata in alcune rappresentazioni cinematografiche:
- nel film televisivo statunitense del 1990, The Plot To Kill Hitler, è stata interpretata dall'attrice Madolyne Smith Osborne;
- nel film televisivo tedesco del 2004, Stauffenberg - Attentato a Hitler, è stata interpretata dall'attrice Nina Kunzendorf;
- nel film statunitense del 2008, Operazione Valchiria, è stata interpretata dall'attrice olandese Carice van Houten.